# Winfried Radeke
Winfried Radeke (* 30. November 1940) ist ein deutscher Komponist, Kirchenmusiker, Dirigent und Regisseur.
Radeke gründete die Neuköllner Oper in Berlin, an der er noch heute wirkt und schuf als Komponist vornehmlich Theater- und Chormusik. Langjährig leitete er darüber hinaus auch das Collegium Musicum der (West-)Berliner Universitäten.

## Werke
Bühnenwerke
- Die Vögel (Aristophanes), Krabat (Preußler), Die Nacht des Cherub[1] (Heinrich von Kleist), Bracke (Klabund), Hautkopf (Tanzoper)

Umfangreiche Bearbeitungen
- Die Gans von Kairo (Mozart), Amphitryon (Franz Doelle), Die Bettleroper (Pepusch), The Sound of Music (Richard Rodgers), Così fan tutte (Mozart), Die Geisterinsel (Johann Friedrich Reichardt), Macbeth (Verdi)

Kinderopern
- Hexe Hillary geht in die Oper (Peter Lund), Hexe Hillary und der beleidigte Kontrabass, Der Frosch muss weg, Arme Ritter, Pechvogel und Glückskind

Weitere Werke
- Eine Sinfonie für Chor und großes Orchester
- Eine Messe (2000)
- Ein Requiem
- Drei Oratorien
- Kinderliederbuch mit CD: Paula heißt meine Ente (2000)

Regie und/oder Musikalische Leitung
- Der Kaiser von Atlantis (Viktor Ullmann), Molière – Der eingebildet Kranke mit Originalmusik von Charpentier und Lully, Die falschen Fuffziger (Pigor/Radeke)
- Regiearbeiten am Opernhaus Halle 1990, 1992, 1999

## Auszeichnungen
- 1995: Deutscher Kritikerpreis
- 1997: B.Z.-Kulturpreis
- 1998: Kritikerpreis der Berliner Zeitung
- 2008: Bundesverdienstkreuz am Bande